# Coronosauria
Los coronosaurios (Coronosauria) son un clado de dinosaurios marginocéfalos ceratopsianos, que vivieron en el Cretácico superior (hace aproximadamente 92 y 65 millones de años, desde el Cenomaniense y el Maastrichtiense), en lo que hoy es Norteamérica y Asia.

## Sistemática
Coronosauria de define como el clado más inclusivo que contiene al Triceratops horridus (Marsh, 1889) y al Protoceratops andrewsi (Granger & Gregory, 1923).

### Taxonomía
- Clado Coronosauria
  - Familia Leptoceratopsidae
    - Bainoceratops
    - Cerasinops
    - Leptoceratops
    - Montanoceratops
    - Prenoceratops
    - Udanoceratops

  - Familia Protoceratopsidae
    - Graciliceratops
    - Bagaceratops
    - Breviceratops
    - Lamaceratops
    - Magnirostris
    - Platyceratops
    - Protoceratops
    - Serendipaceratops

  - Superfamilia Ceratopsoidea
    - Zuniceratops
    - Familia Ceratopsidae